# 女郎我最兔
是一部2008年的美國喜劇電影，由佛萊德·沃爾夫執導，克莉絲汀·史密斯和凱倫·麥可庫蘭·路兹編劇。主要演員由安娜·法瑞絲、柯林·漢克斯和艾瑪·史東等人演出。本片是亞當·山德勒的製作公司「快樂麥迪遜」執行製作，新力影業負責發行，拍攝時暫定名稱為《I Know What Boys Like》，電影分級為 PG，北美地區2008年8月22日上映，台灣2008年10月9日上映。

## 演員
- 安娜·法瑞絲 飾 雪莉（Shelley Darlingson）
- 柯林·漢克斯 飾 奧利佛（Oliver）
- 艾瑪·史東 飾 娜塔莉（Natalie）
- 凱薩琳·麥菲 飾 哈曼妮（Harmony）
- 凱特·丹寧絲 飾 夢娜（Mona）
- 魯默·威利斯 飾 Joanne
- 凱利·威廉斯（英语：Kiely Williams） 飾 Lilly
- Dana Goodman 飾 Carrie Mae
- Kimberly Makkouk 飾 Tanya
- 莫內·瑪佐 飾 Cassandra
- 莎拉·萊特（英语：Sarah Wright） 飾 Ashley
- 瑞秋·史派克特（英语：Rachel Specter） 飾 Courtney
- 貝佛莉·狄安姬洛（英语：Beverly D'Angelo） 飾 Mrs. Hagstrom
- 休·海夫納 飾 他自己
- Tyson Ritter（英语：Tyson Ritter） 飾 Colby
- 歐文·班傑明（英语：Owen Benjamin） 飾 Marvin
- 克里斯托弗·麥克唐納 飾 Dean Simmons
- 馬特·巴爾 飾 Tyler

## 原聲帶
《女郎我最兔》首張電影單曲「I Know What Boys Like」，由片中演員《美國偶像》第五季的亞軍凱薩琳·麥菲所演唱，單曲在2008年7月25日發行上市。樂團全美反對陣線的「Top of the world」，與成員 Tyson Ritter 演唱的新歌「I Wanna Touch You」會在電影中呈現，且收錄在電影原聲帶。
曲目
- 「I Want Candy」- Bow Wow Wow
- 「I Wanna Touch You」- 全美反對陣線
- 「Happy Birthday」- Altered Images
- 「Take A Bow」- 蕾哈娜
- 「When I Grow Up」- 小野貓
- 「Boys」- 艾希莉·辛普森
- 「Shake It」- Metro Station
- 「I'll Run」- The Cab
- 「New Soul」- 婭埃勒·納伊姆
- 「The Great Escape」- 男生愛女生（Boys Like Girls）
- 「Great DJ」- 聽聽樂團（The Ting Tings）
- 「Shut Up And Let Me Go」- 聽聽樂團
- 「Be OK」- Ingrid Michaelson
- 「Girlfriend」- 艾薇兒·拉維尼
- 「Do It Well」（預告片）-珍妮佛·羅培茲[1]

## 票房
《女郎我最兔》2008年8月22日於北美首映，依當日票房賺進五百多萬美元，估計排行當週票房冠軍，但最終結算結果當週票房排行第二位，總計以一千四百萬些微差距，輸給班·史提勒的《開麥拉驚魂》一千六百萬美元票房。

## 外部連結
- 官方網站（页面存档备份，存于）
- 電影預告與相關資訊
- 互联网电影数据库（IMDb）上《女郎我最兔》的资料（英文）
- AllMovie上《女郎我最兔》的资料（英文）
- Box Office Mojo上《女郎我最兔》的資料（英文）
- 爛番茄上《女郎我最兔》的資料（英文）